# Suceava (distrito)
Suceava é um județ (distrito) da Romênia, na região da Bucovina. Sua capital é o município de Suceava.

## Principais centros
| Comum                         | Habitantes |
| ----------------------------- | ---------- |
| Suceava                       | 116.404    |
| Rădăuţi                       | 33.169     |
| Fălticeni                     | 31.573     |
| Câmpulung Moldovenesc         | 20.139     |
| Vatra Dornei                  | 17.176     |
| Gura Humorului                | 17.047     |
| Vicovu de Sus                 | 16.141     |
| Dolhasca                      | 11.439     |
| Margínia                      | 11.058     |
| Scheia                        | 10.944     |
| Salceia                       | 10.468     |
| Limites                       | 10.348     |
| Dados de 1 de janeiro de 2016 |            |

## Estrutura Distrital
O distrito é composto por 5 concelhos, 11 cidades e 98 concelhos.

### Concelhos
- Vatra Dornei
- Suceava
- Câmpulung Moldovenesc
- Fălticeni
- Rădăuţi

### Cidade
{
| - Broșteni - Cajvana - Dolhasca - Frasin - Gura Humorului - Lites | - Milișăuți - Salcea - Senhor - Purrow - Vicovu de Sus |

### Concelhos
| - Adâncata - Árvore - Baía - Bălăceana - Bălcăuţi - Berchișești - Bilca - Bogdănești - Boroaia - Bosanci - Botoșana - Breaza - Brodina - Buneşti - Piada - Cacica - Calafindești - Capu Câmpului - Carlibaba - Ciocănești | - Ciprian Porumbescu - Comănești - Cornu Luncii - Coșna - Crucea - Dărmănești - Dolhești - Dorna-Arini - Dorna Candrenilor - Dornești - Drăgoiești - Drăgușeni - Dumbrăveni - Fântâna Mare - Fântânele - Forăști - Frătăuții Noi - Frătăuţii Vechi - Frumosu - Fundu Moldovei | - Gălănești - Grămești - Granicești - Hănțești - Hârtop - Horodnic de Jos - Horodnic de Sus - Horodniceni - Iacobeni - Iaslovăț - Ilișești - Ipoteşti - Izvoarele Sucevei - Margínia - Mălini - Mănăstirea Humorului - Mitocu Dragomirnei - Moara - Moldávia-Sulița | - Moldávia - Muşenița - Ostra - Panaco - Păltinoasa - Pătrăuţi - Pârteștii de Jos - Poiana Stampei - Poieni-Solca - Pojorata - Preutești - Putna - Rădășeni - Râșca - Sadova - Satu Mare - Siminicea - Slatina - Straya - Stroiești | - Estulpicani - Suceviţa - Șaru Dornei - Șcheia - Șerbăuţi - Todirești - Udești - Ulma - Vadu Moldovei - Valea Moldovei - Vama - Vatra Moldoviței - Verești - Vicovu de Jos - Voitinel - Volovăț - Abutrești - Zamostea - Zvoriștea |

1. ↑  Johann Schiltberger. Hans Schiltbergers Reisebuch Tübingen, Litterarischer Verein in Stuttgart, 1885, p. 111
2. ↑  Sophie A. Welsch (março de 1986). «The Bukovina-Germans During the Habsburg Period: Settlement, Ethnic Interaction, Contributions» (PDF). Consultado em 6 de outubro de 2021
3. ↑  Gaëlle Fisher (20 de novembro de 2018). «Looking Forwards through the Past: Bukovina's "Return to Europe" after 1989–1991». Lean Library. 33: 196–217. doi:10.1177/0888325418780479
4. ↑  David Rechter (16 de outubro de 2008). «Geography is destiny: Region, nation and empire in Habsburg Jewish Bukovina». Journal of Modern Jewish Studies. 7 (3): 325–337. doi:10.1080/14725880802405027. Consultado em 6 de outubro de 2021